# Gastonia mauritiana
Polyscias maraisiana là một loài thực vật thuộc họ Araliaceae. Đây là loài đặc hữu của Mauritius.

## Hình ảnh

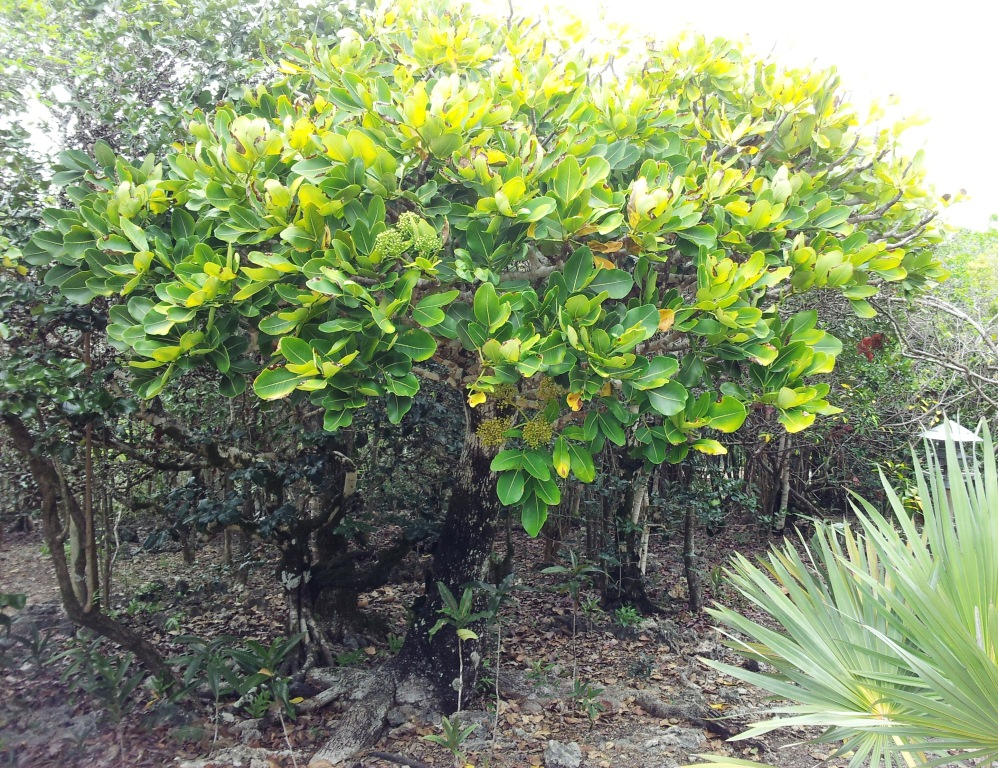
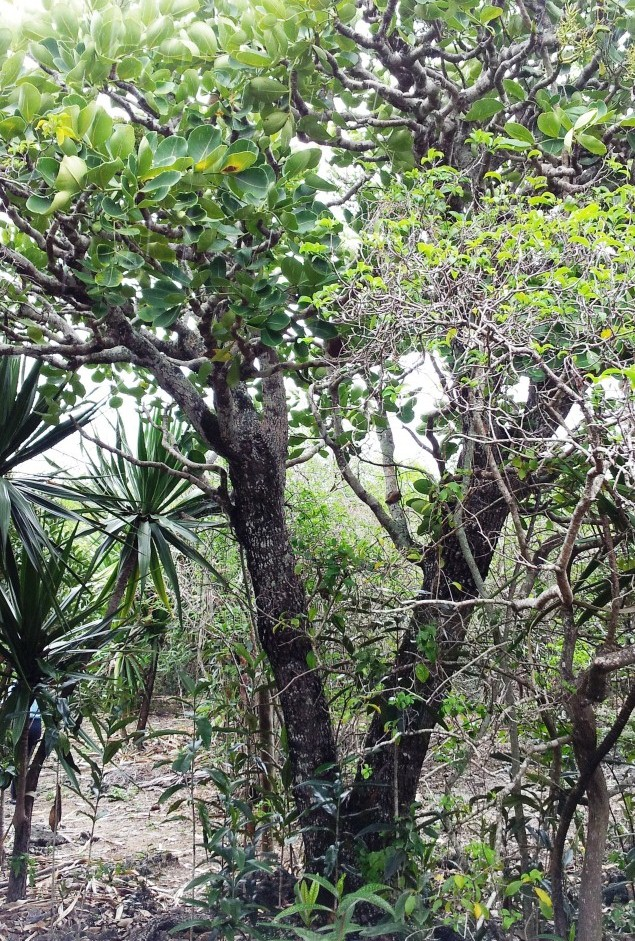
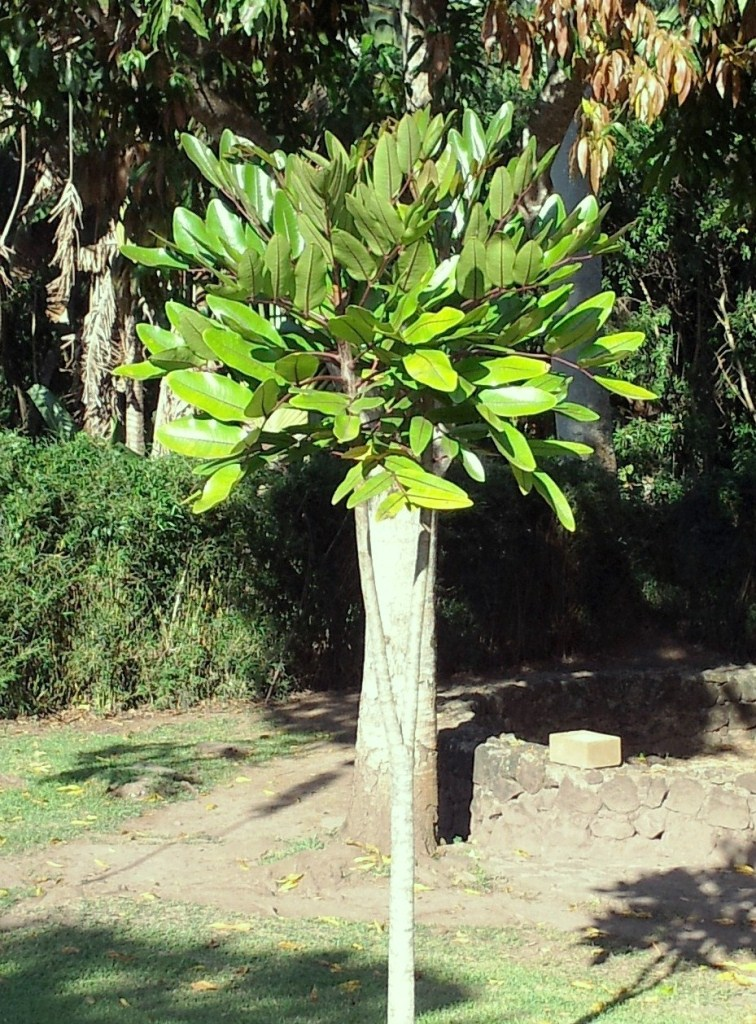
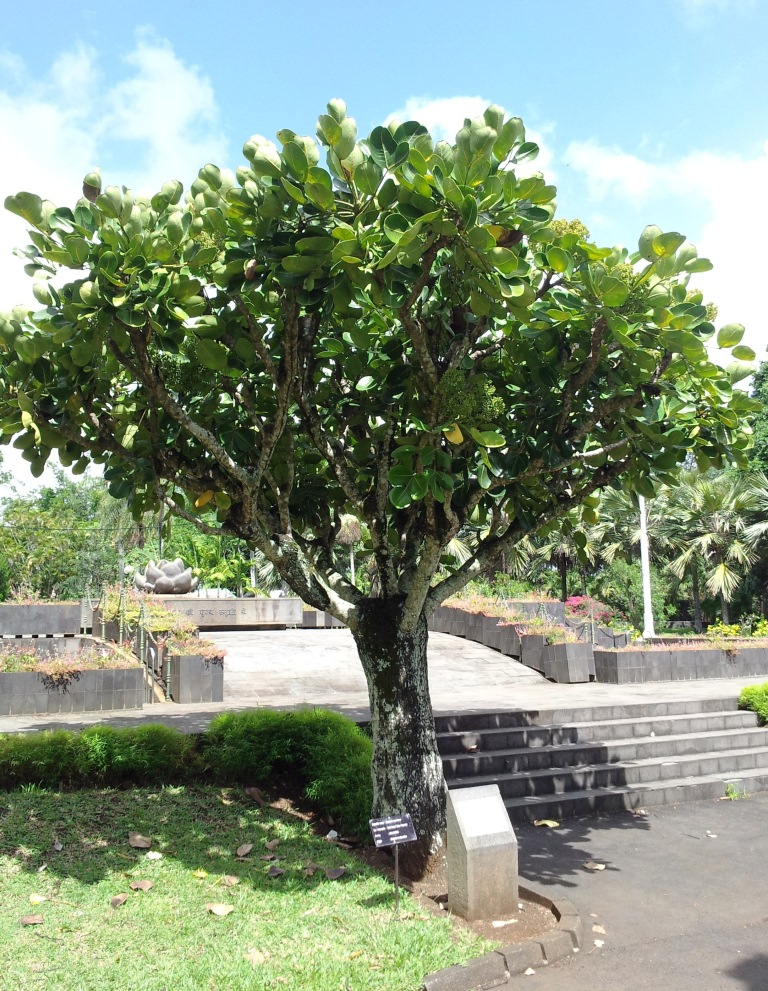